# Rue de Lodi
Ne doit pas être confondu avec Rue du Pont-de-Lodi.
Pour les articles homonymes, voir Lodi (homonymie).
La rue de Lodi est une voie du 6e arrondissement de Marseille en France. 

## Situation et accès
Elle va de la place Notre-Dame-du-Mont à la rue Sainte-Cécile, après avoir traversé le boulevard Baille.

## Origine du nom
Le nom de Lodi, rappelle le nom de la ville italienne ou en 1796, où les troupes de Napoléon Bonaparte furent victorieuses lors de la prise du pont.

## Historique
C’est l’ancien « chemin d’Aubagne » qui porte ensuite le nom, à partir de 1771, de « chemin de Briquet ». Ce nom lui est donné à la suite d’un assassinat commis dans cette rue, près de la rue Sainte-Cécile. A cet endroit habitait un riche commerçant du nom de Morra qui employait une jeune femme mère d’un enfant en bas âge. Le frère de cette domestique était un cultivateur du nom de Briquet. Cette personne tua non seulement le commerçant pour le voler mais également sa propre sœur, qui n’avait pas voulu participer à cet assassinat, et le jeune enfant. Briquet fut arrêté et exécuté sur le cours Saint-Louis. Sa tête fut exposée près de la maison du crime. Le 10 mai 1833, sur requête des riverains, la rue est débaptisée et renommée « rue de Lodi ».
Une école communale est ouverte à une date inconnue au XIXe siècle, servant de lieu de rencontre pour la Société de géographie de Marseille. Elle est encore en activité.

## Bâtiments remarquables et lieux de mémoire
- Au no 1 se trouve l’église Notre-Dame-du-Mont.
- Au no 27 se trouve le siège des Editions Chemin de ronde, fondée par l’auteur et philosophe Jean-Pierre Cometti[2].
- Au no 50 se trouve un établissement d’enseignement privé, le cours Bastide.
- Au no 84 se trouvait l’hôpital militaire Michel Lévy qui a été démoli pour être remplacé par un ensemble immobilier, le Carré Lodi.
- Au no 127 se trouve l’école élémentaire de la rue de Lodi, depuis le XIXe siècle.